# Witte (Münze)
Witte (auch Witten, Wittenpfennig, Veerling) war die Bezeichnung für eine zweiseitig geprägte Münze im Wert von vier Pfennigen. Diesen umgangssprachlichen Namen erhielt die Münze wegen ihres weißen („witte“) Aussehens, das durch den Weißsud entstand. In Urkunden wurde der Witte „penningh van veer penninghen“ genannt. In Dänemark-Norwegen hieß die Münze „Hvide“.
Die Witten wurden nach 1330, von Lübeck ausgehend, in den norddeutschen Städten Hamburg und Wismar geprägt. Es folgten die Städte Lüneburg, Rostock und Stralsund, die sich in unterschiedlicher Zusammensetzung in Rezessen innerhalb des Wendischen Münzvereins über Aussehen, Gewicht und Feingehalt der Witten einigten. Außerhalb des Wendischen Münzvereins entstanden Witten in Städten in Pommern und in Holstein.
Im Laufe des 15. Jahrhunderts wurde der Witte von anderen Nominalen, dem Dreiling, Sechsling, Schilling und Doppelschilling abgelöst. Nur noch einmal, und dann auch nur für kurze Zeit wurde am Anfang des 16. Jahrhunderts im Wendischen Münzverein der Witte geprägt. Diese Witten wurden in der Grafschaft Hoya, in Diepholz und Rietberg, im Bistum Verden und in Stade nachgeahmt.